# André Negrão
André Negrão, född den 17 juni 1992 i São Paulo, är en brasiliansk racerförare. Negrão startade sin formelbilkarriär 2008 och tävlade i lägre serier utan någon större framgång fram till och med 2010, då han mellan 2011 och 2013 tävlade i Formula Renault 3.5 Series med en tiondeplats som bästa placering. Inför 2014 flyttade han över till GP2 Series där han tävlar med Arden International.

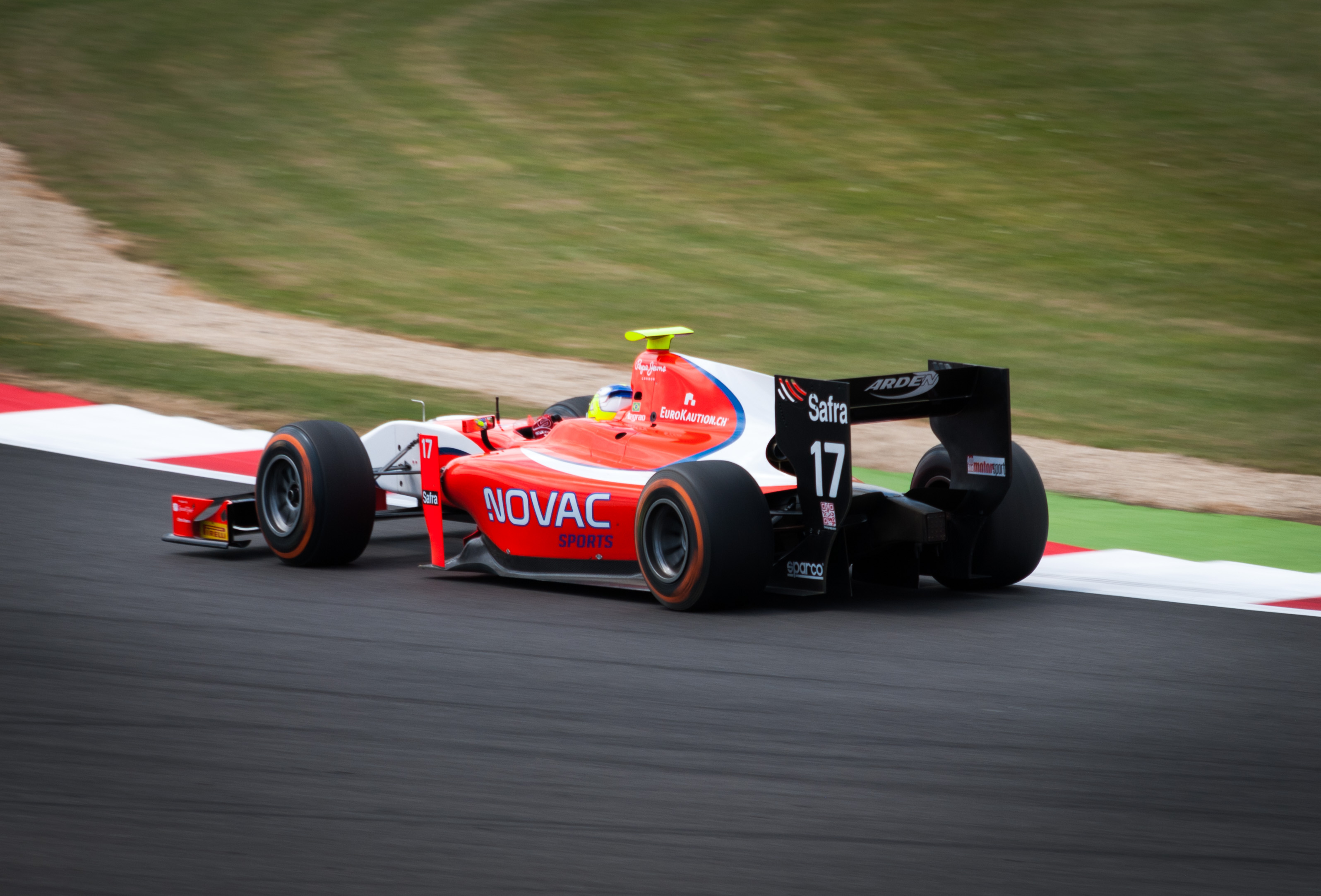
André Negrão på Silverstone Circuit.